# Новокатещино
Новокатещино (укр. Новокатьощине) — село,
Михайловский сельский совет,
Томаковский район,
Днепропетровская область,
Украина.
Код КОАТУУ — 1225486603. Население по переписи 2001 года составляло 165 человек .

## Географическое положение
Село Новокатещино находится на расстоянии в 0,5 км от села Чайки и в 1,5 км от села Зеленополье (Запорожский район).
По селу протекает пересыхающий ручей с запрудой.